# Kingston (Utah)
Kingston è una città degli Stati Uniti d'America, situata nello Stato dello Utah, nella Contea di Piute.